# Bombattentatet i Claudy

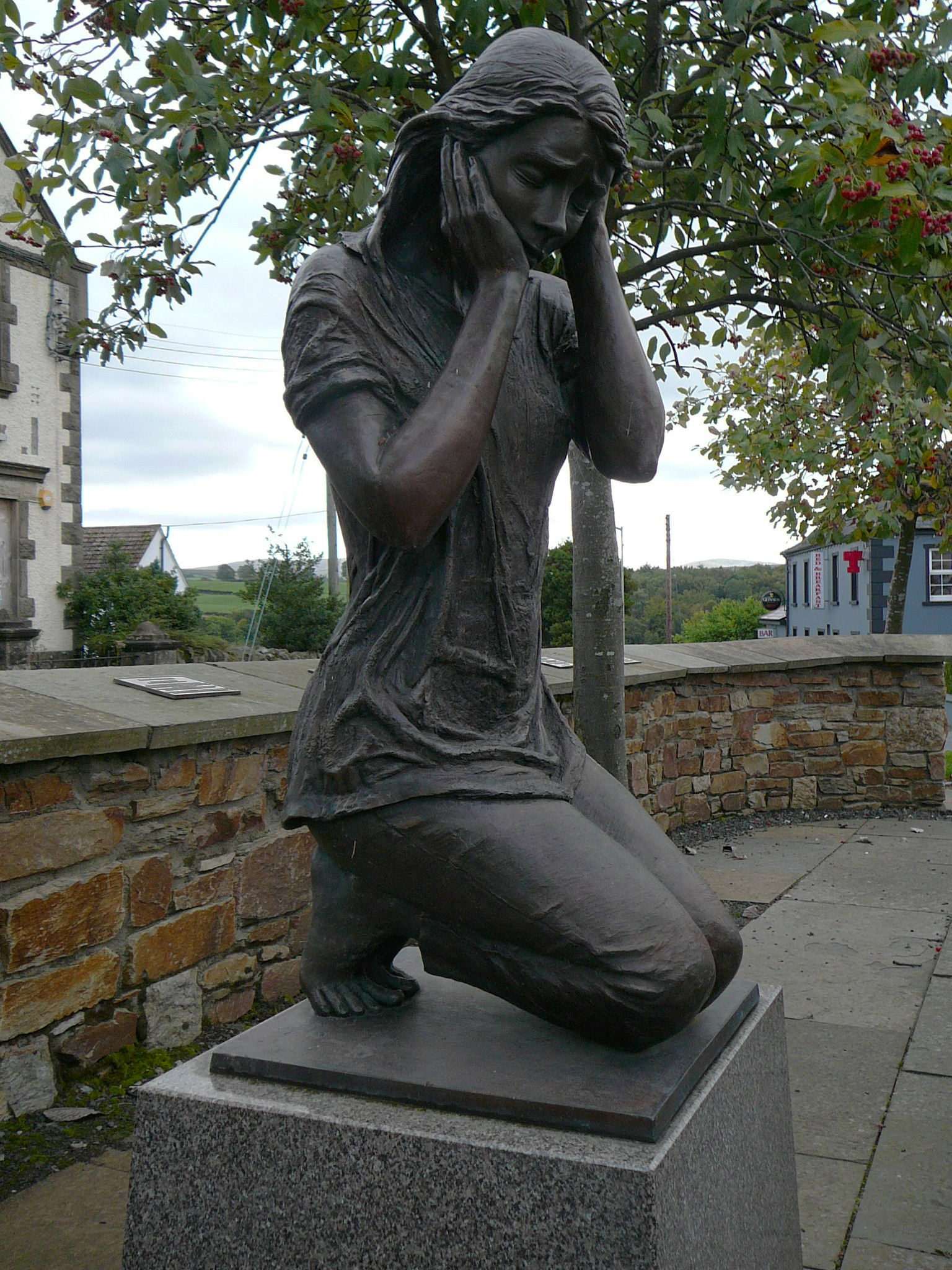
Bombattentatet i Claudy, minnesstaty av skulptören Elizabeth McLaughlin.

Bombattentatet i Claudy skedde 31 juli 1972.
Morgonen den 31 juli 1972 sprängs tre bilbomber på huvudgatan i byn Claudy. 9 döda och 30 skadade blir det den dagen. Ingen dömdes för dådet, men 24 augusti 2010 hade polisen publicerat en ny utredning som pågått i 8 år och kommit fram till att en polis försvårat utredningen och att Provisoriska IRA troligen var de som utförde dådet. Katolska prästen James Chesney figurerade i utredningen.